# Агнеса Гессен-Кассельська
Агнеса Гессен-Кассельська (нім. Agnes von Hessen-Kassel, 14 травня 1606 — 28 травня 1650) — ландграфиня Гессен-Кассельська з Гессенського дому, донька ландграфа Гессен-Касселю Моріца Вченого та графині Нассау-Ділленбурзької Юліани, перша дружина князя Ангальт-Дессау Йоганна Казимира.

## Біографія

### Ранні роки
Аґнеса народилась 14 травня 1606 року у Касселі. Була другою дитиною та старшою донькою в родині правлячого ландграфа Гессен-Касселю Моріца Вченого та його другої дружини Юліани Нассау-Ділленбурзької. Мала рідного старшого брата Філіпа та трьох єдинокровних сиблінгів від першого шлюбу батька. Згодом сімейство поповнилося дванадцятьмя молодшими дітьми, з яких дорослого віку досягли восьмеро.
Мешкала сім'я у міському замку Касселя. У 1610 році був добудований мисливський будиночок Вайссенштайн у лісі Хабіхтсвальд.
Дівчина отримала всебічну освіту, як і її єдинокровні суродженці та старший брат. Знала шість мов і писала музику. Вважалася надзвичайно вродливою та, ймовірно, не постраждала від віспи, коли у 1617 році навідували родичів з Оранського дому в Гаазі.
Доросле життя Агнеси практично повністю збіглося з періодом Тридцятилітньої війни. Навіть весілля довелося двічі відкладати у 1623 році через загрозу боїв і критичного становища батька. Зрештою вінчання молодих людей пройшло на батьківщині нареченого.

### Княгиня Ангальт-Дессауська
У віці 17 років Агнеса була видана заміж за 26-річного князя Ангальт-Дессау Йоганна Казимира. Весілля відбулося 18 травня 1623 в Дессау. Перед цим, у 1617 році, її єдинокровний брат Отто був кілька тижнів перед своїм випадковим самогубством одружений із сестрою Йоганна Казимира, Агнесою Магдаленою. Дані шлюби служили наочним підтвердженням зв'язків кальвіністських династій і партії Пфальцу всередині Протестантської унії.

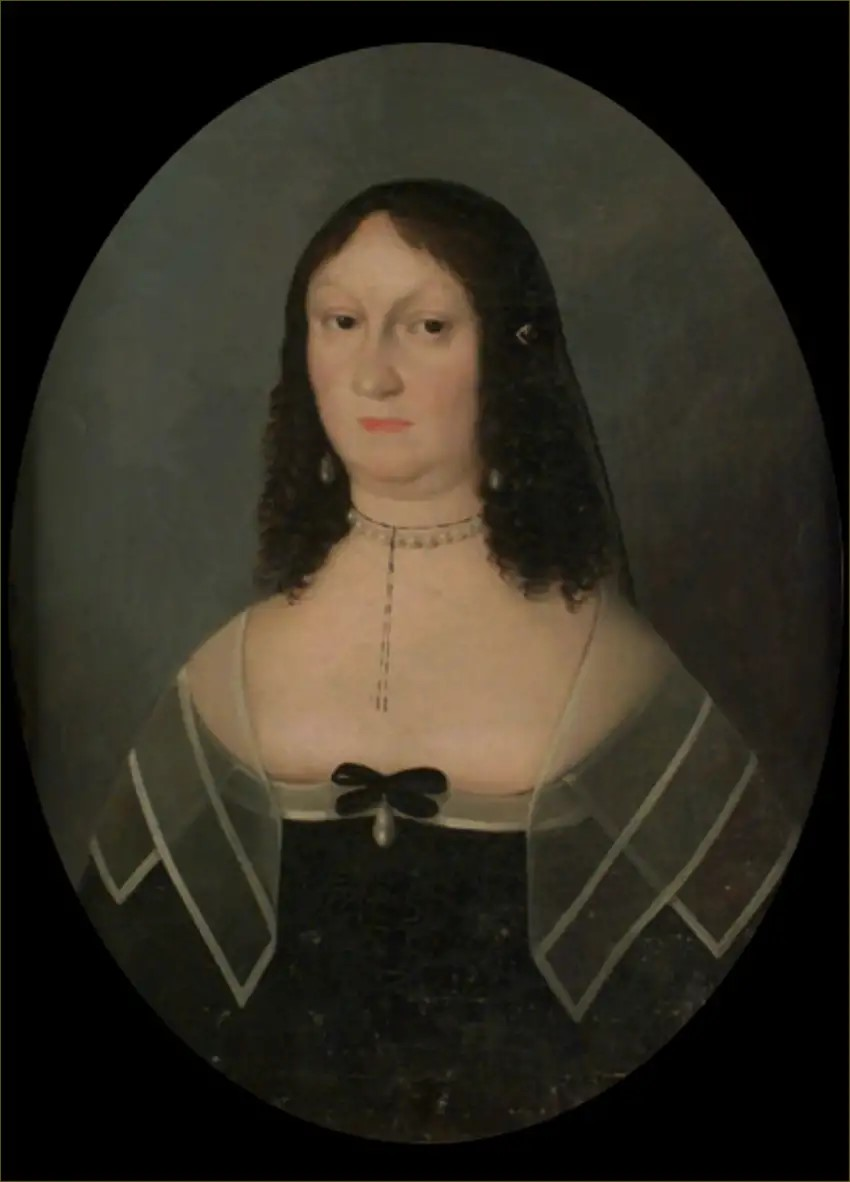
Портрет княгині пензля невідомого майстра

Мешкало подружжя у Міському замку Дессау. Йоганн Казимир віддавав перевагу полюванню та виконанню представницьких обов'язків. У пари народилося шестеро дітей. У роки боїв сім'я майже весь час залишалася в Дессау.
Тридцятирічна війна зупинила економічне піднесення князівства. Через Дессау неодноразово проходили всі ворогуючі сторони, оскільки міст на півночі столиці не був захищеним фортецею. Безперервне розквартирування та харчування військ, реквізиції, контрибуції та зобов'язання щодо окопних робіт збіднювали міста та села. Навіть демарші князя імператору не могли цього змінити. Крім того, наприкінці 1620-х років відбулося скорочення торгових потоків та епідемія чуми.
У 1626 році Йоганн Казимир також захворів на чуму, від якої, однак, несподівано вилікувався. Втім, енергійна Агнеса замість нього рушила до наступаючих імперських військ Валленштейна й успішно спробувала зменшити окупаційний тиск на країну. Відомо про її усні та письмові угоди з воєначальниками. Загалом княгиня вважалася розумною жінкою та економною правителькою.
За її ініціативи у 1645 році у покинутому селі Нішвіц був зведений укріплений будинок, який можна вважати ядром міста і замку Оранієнбаум, закладеного її сином і його дружиною Генріеттою Катериною Оранською у 1683 році.
Княгиня пішла з життя 28 травня 1650 року. Була похована у замковій церкві Дессау.

## Родина

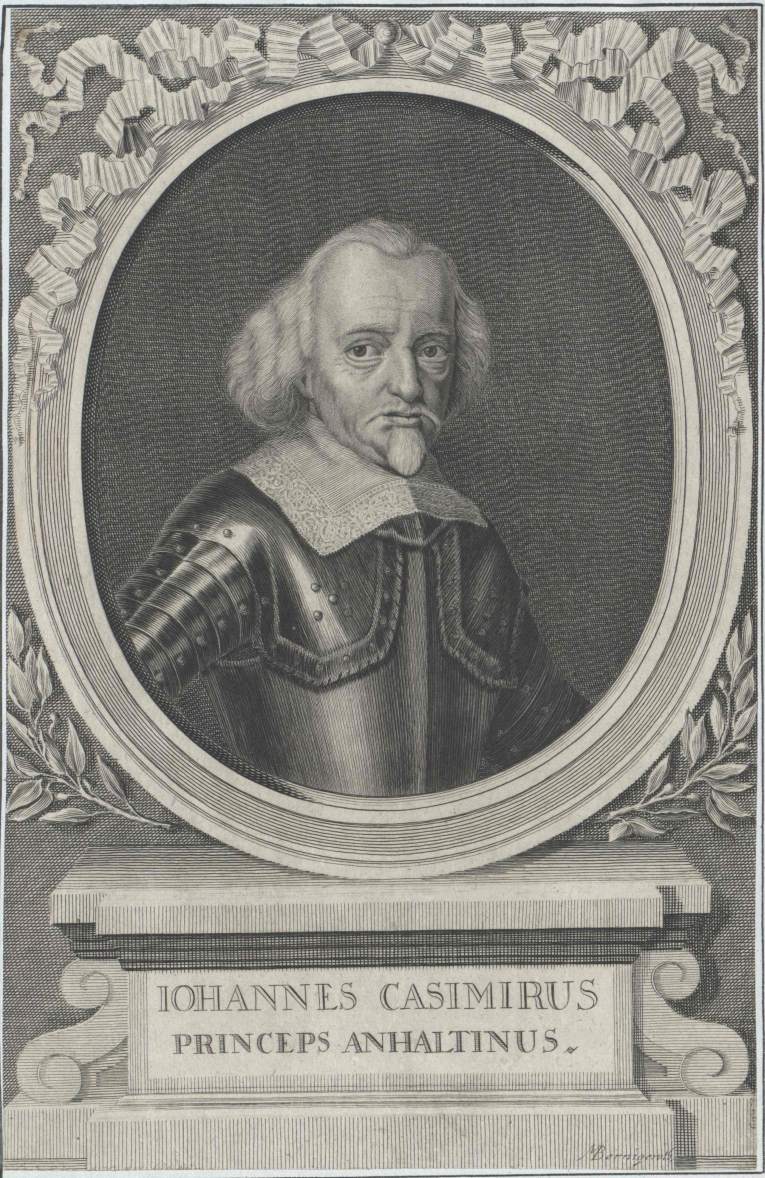
Йоганн Казимир на гравюрі

Чоловік  — Йоганн Казимир
Діти:
- Моріц (1624) — прожив півтора місяці;
- Доротея (1625—1626) — прожила 9 місяців;
- Юліана (1626—1652) — одружена не була, дітей не мала;
- Йоганн Георг (1627—1693) — князь Ангальт-Дессау у 1660—1693 роках, був одруженим із Генрієттою Катериною Оранською, мав десятеро дітей;
- Луїза (1631—1680) — дружина князя Бжегу, Олави, Лігніцу та Волуву Крістіана, мала четверо дітей;
- Аґнеса (12 березня—13 травня 1644) — прожила два місяці;